# 三井ガーデンホテル船橋ららぽーと
三井ガーデンホテル船橋ららぽーと（みついガーデンホテルふなばしららぽーと）は、千葉県船橋市にかつて存在したホテルである。本項では当ホテルと同じく三井不動産ホテルマネジメントが運営していた、隣接の温浴施設『ららぽーとの湯 常盤殿』についても併せて記述する。

## 概要
開業当初のホテル名はホテルサンガーデンららぽーと。
三井不動産は1981年、船橋ヘルスセンター跡地にららぽーとTOKYO-BAYを開業した。その範となったアラモアナセンターがあるハワイ・ホノルルでハレクラニを所有・運営し、東京・銀座の自社ビルに第一ホテルを入居させていた同社は、1984年1月21日、国内初となる自社グループ運営ホテルとして、三井ガーデンホテル大阪淀屋橋を開業（2022年12月21日に閉館）
。それに続くホテルとして、つくば科学万博の開幕に合わせる形でオープンした。
道路を挟んでららぽーとTOKYO-BAYの北側に所在。24時間機能を持たせる事で、多様な生活空間を演出するアメリカ型リージョナル・ショッピングセンター（RSC）としての重要な役割を担う施設として計画され、東京ディズニーリゾートはもとより羽田・成田の両空港にも高速道路でアクセスしやすい場所にある事から、国際的な観光拠点やリゾートホテルとしての機能も併せ持つ、船橋地区の中心的シティホテルとして開業した。
建物は三井不動産と株式会社ららぽーとが折半して共同保有。経営は三井不動産が担い、開業時は、両社に加えて、三井不動産と提携関係を結んだサンルートホテルシステムを含む3社が、同名会社を1984年4月12日に共同出資で設立のうえ、運営を担当した。
ららぽーとTOKYO-BAYの、RSCとしての機能強化に向けた取り組みは、この後もスキードーム・ザウスや後述する常盤殿へ続く事になる。

## 建物について
単純明快でシャープな外観は、低層部が一辺65mの正方形で、中庭の周囲にロビーやレストラン、宴会場を配置した。その上が、45角モザイクタイル打ち込みのカーテンウォールで外壁を仕上げた客室部となっており、東西それぞれのフレームを無梁板スラブで連結の上で、廊下の天井内に空調などの設備を集約した。客室階の通路にある柱は、低層部を自由に設計できるよう、3階でY字に絞って一本の柱にし、2階以下につないでいる。
埋立地で緑が少ない事に加え、ロビーやラウンジ周辺を舞台もしくは観客席として位置付ける意図のもと、敷地計画の中心に据えられた露壇式の中庭は、緑あふれるテラス・四季折々の花が咲く階段・滝の3要素で構成されており、イベントの開催にも対応していた。なお、設計の初期段階では屋根を設けてアトリウムとする計画だったが、屋根なしに変更されている。
開業当初の客室数は243室で、敷地西側にはプールのほか、別棟としてチャペルが設けられた。1986年にBCS賞を受賞している。

### フロア構成
- 地下1階 - 機械室、従業員食堂
- 1階 - フロント、ロビー、レストラン、バー
- 2階 - 宴会場
- 3階 - 結婚式場、写場、美容室
- 4～12階 - 客室

### 喜翁閣
1912年（明治45年）に建てられた大倉喜八郎の別邸で、元の名前は『蔵春閣』。東京都墨田区から船橋ヘルスセンターへ移築され、『長安殿』の名称で中華料理店として活用されていた。ヘルスセンターの閉鎖に伴い、曳家で敷地内に移され、ホテル開業にあわせて1985年6月から会食スペース『迎賓館』として営業を開始した。後年、『喜翁閣（きおうかく）』と改称している。

## ららぽーとの湯 常盤殿
西側の隣接地に2001年6月2日グランドオープンした、三井不動産グループ初の日帰り入浴施設。徳川家康が鷹狩の時に船橋の御殿に宿泊し、近隣には家康ゆかりの常盤神社が存在する事からこの名前がつけられた。船橋ヘルスセンターには浴場が存在しており、それが復活した形となる。
7つの露天風呂等、温浴機能の充実を通して既存スーパー銭湯との差別化を図ったが、2007年3月31日25時（4月1日午前1時）で営業を終了した。

## リブランド、営業終了とその後
2005年10月1日に、三井ガーデンホテル船橋ららぽーとへ名称変更。同時に婚礼・宴会場・レストラン部分はCSSホールディングスの子会社が運営する“プレシャス船橋”となったが、2009年3月1日から再び直営に戻っている。
2011年6月30日付で宿泊およびレストラン、同年11月12日付で全館の営業を終了した。その後建物は解体され、現在は常盤殿跡地も含めてららぽーとTOKYO-BAYのP6駐車場となっている。
喜翁閣（蔵春閣）は大倉文化財団に寄贈され、解体後の部材は移築を前提に保管されていたが、同財団が喜八郎の出身地である新潟県新発田市に寄贈を申し出た。同市は2019年2月、市内の東公園に移築する方針を明らかにし、2020年10月に着工・2023年4月29日から一般公開された。